# Збечницкий ручей
Збечницкий ручей (чеш. Zbečnický potok) протекает по Збечницкой долине, разделяющей Броумовское нагорье и Подорлицко, через деревню Збечник, впадая в реку Метуе на территории города Гронов. Протяжённость ручья 4,5 км.

## Русло
Истоком ручья является ключевой источник питьевой воды Скалакова студанка, находящийся в лесу Матернице. Ключевая вода впадает в небольшое озеро, из которого вытекает Збечницкий ручей. Дно ручья каменисто-песчаное. Зимой, при температурах ниже −15 °C ручей замерзает. Глубина ручья достигает 60 см. В конце Збечника ручей протекает через территорию завода компании Wikov и закрытого завод Тепна в Гронове и впадает в Метуе. Русло ручья в большинстве мест имеет глубину более 1 метра. Весьма сомнительно, чтобы ручей смог затопить свои окрестности на территории Збечника, так как по всей длине своего тока он течёт с умеренного склона.

## Картинки

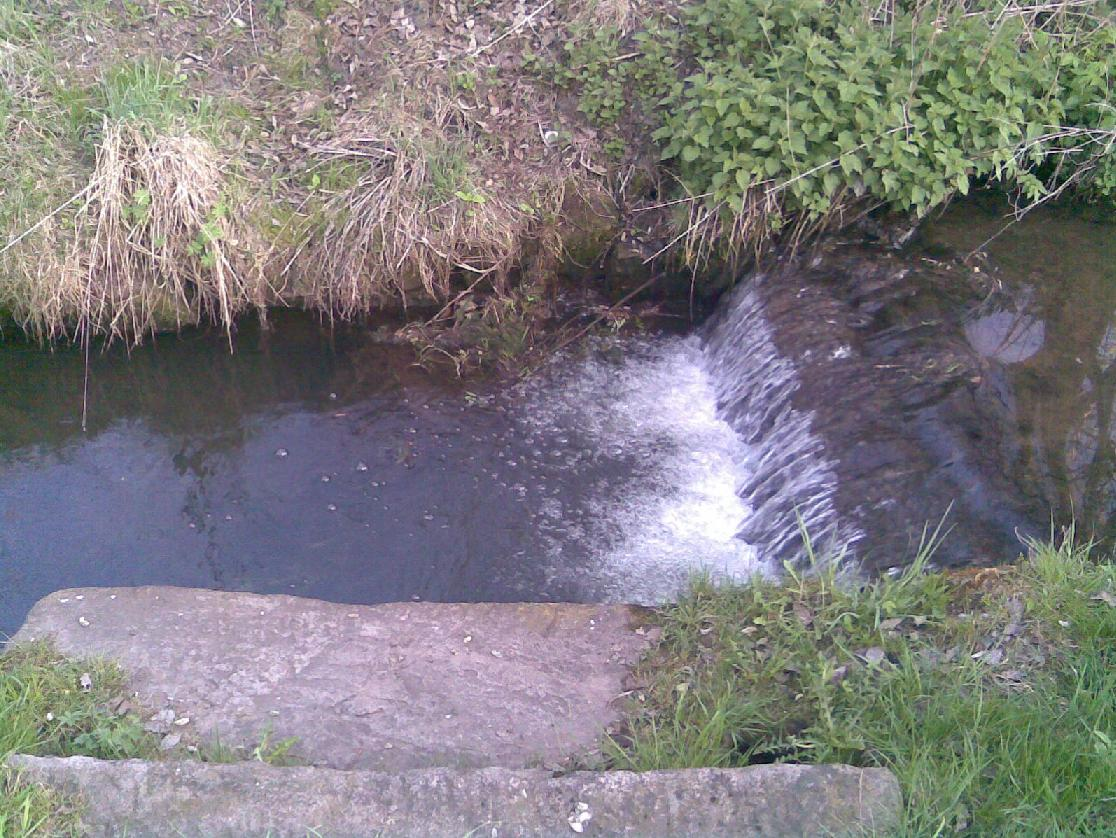
Самое глубокое место ручья — 60 см
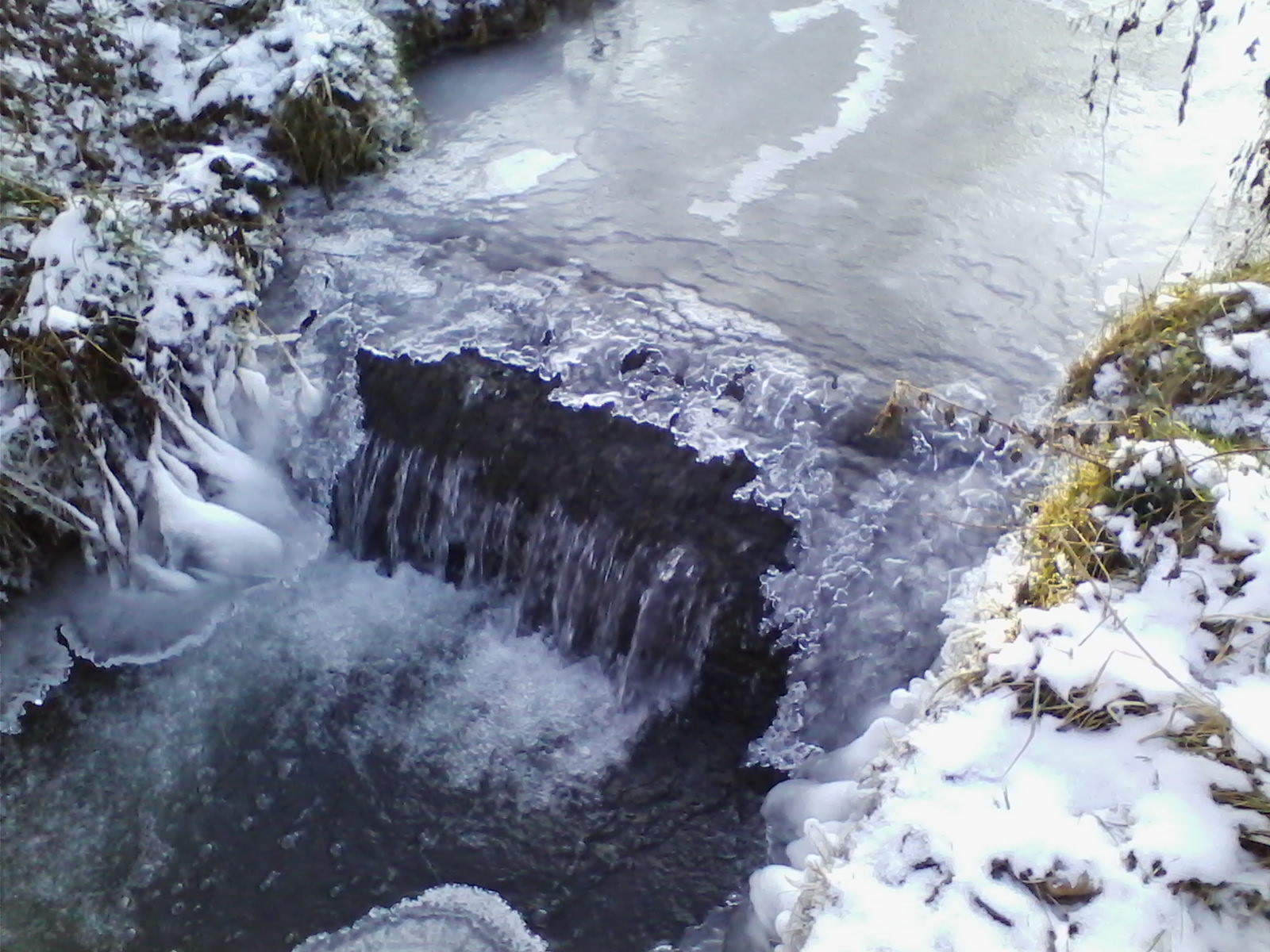
То же самое место зимой
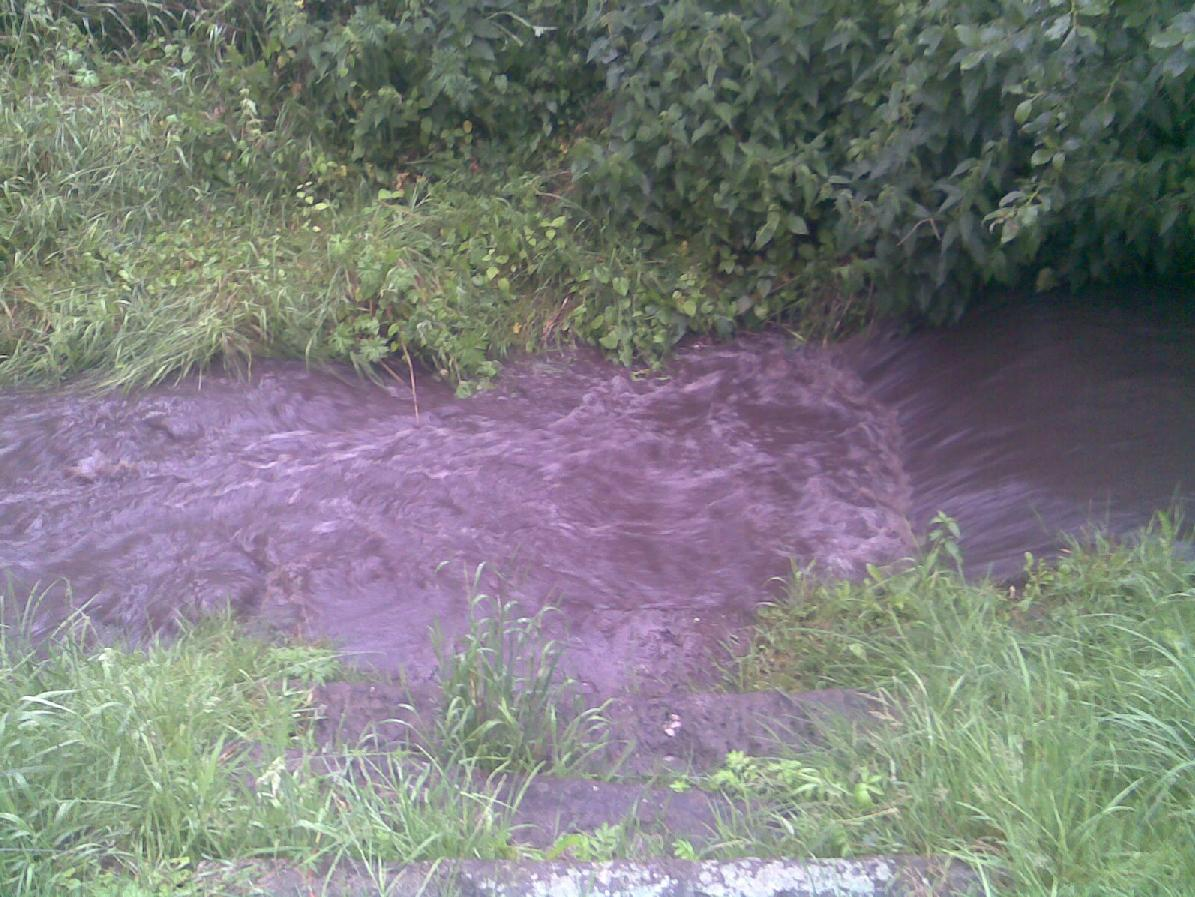
После самого сильного шторма летом 2010 года
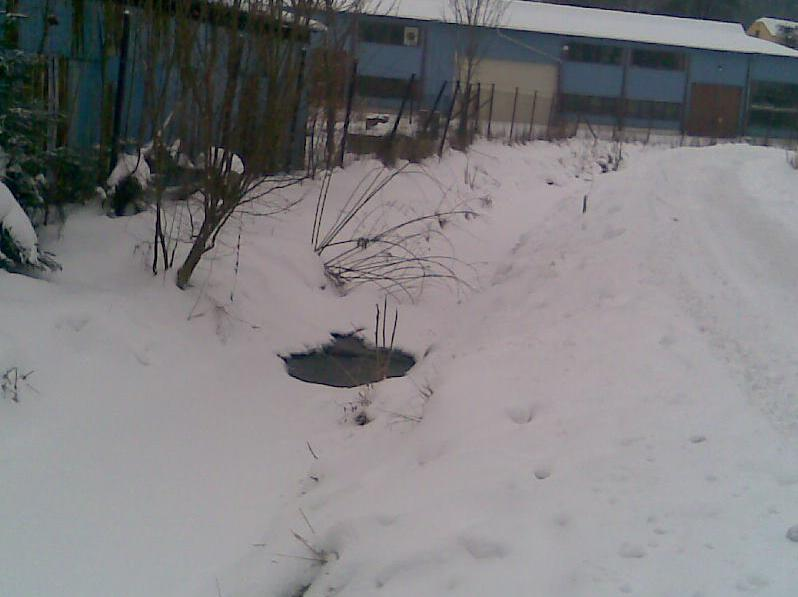
Збечницкий ручей под снегом а льдом.
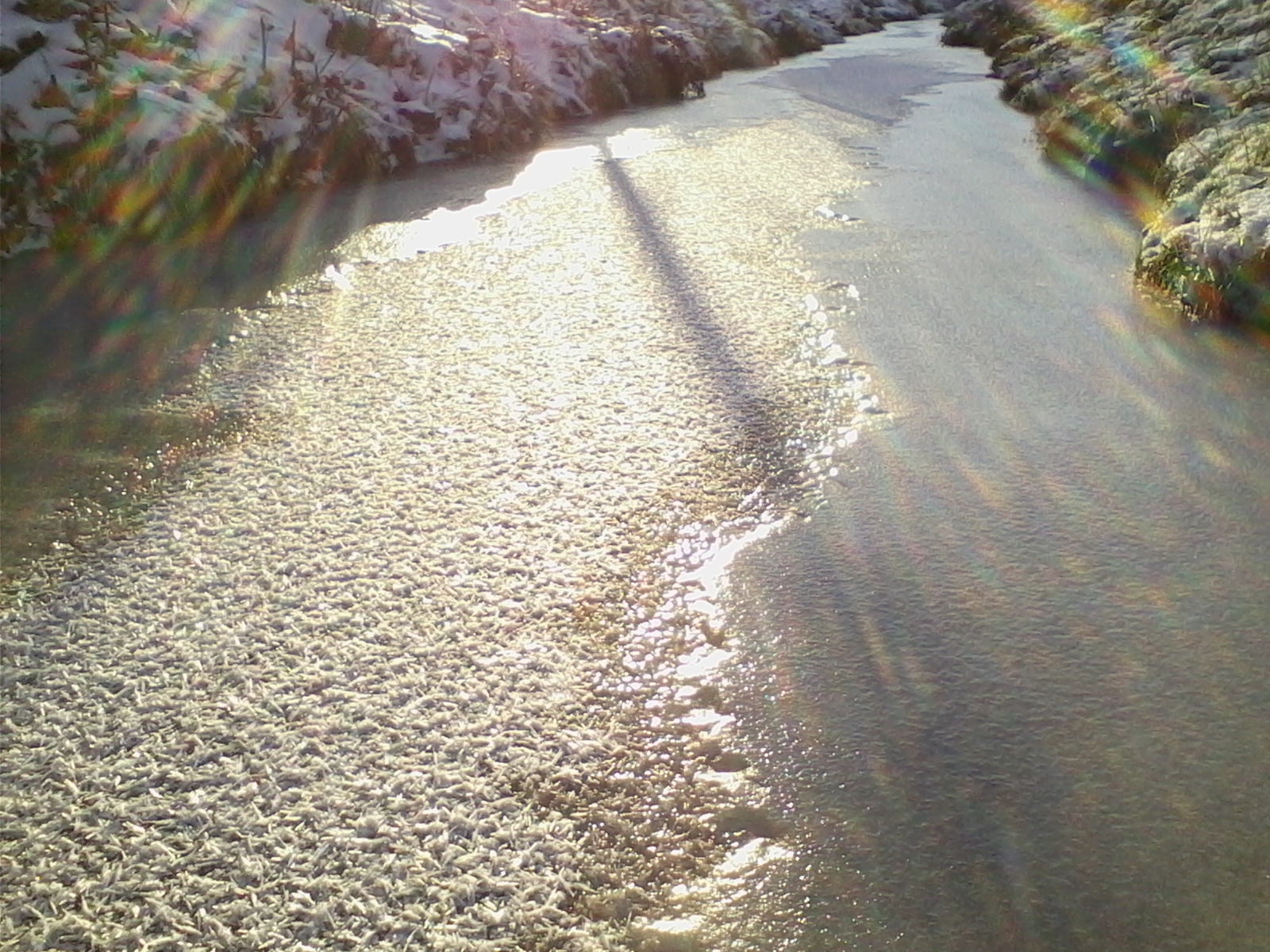
Лёд с ледовыми иглами.